# Paola Mastrocola
Paola Mastrocola, född 1956 i Turin, Italien, är en italiensk författare.

## Biografi
Paola Mastrocola är både författare och lärare. Hon undervisar på gymnasiet i Turin, men har också haft en tjänst på Uppsala Universitet där hon undervisade i italiensk litteratur. Hon skriver ofta kritiskt om det italienska skolväsendet och hennes berättelser gränsar emellanåt åt det surrealistiska.
Hennes första roman La gallina volante (Den flygande hönan) belönades med Premio Italo Calvino 1999 året innan den kom ut,  med Premio Selezione Campiello år 2000, och 2001 med Premio Rapallo Carige för kvinnliga författare och den 15:e årgången av Premio Letterario Chianti (Sektion för första verk)
Hon vann Premio Campiello 2004 med romanen Una barca nel bosco (En båt i skogen). Hon har även vunnit
Premio Camaiore för poesi 2010 med sin bok La felicità del gallegiante (flötets lycka). 

### Arbeten i urval
- La gallina volante (Den flygande hönan), Parma, Guanda, 2000.
- Palline di pane (Små bollar av bröd), Parma, Guanda, 2001
- Una barca nel bosco (En båt i skogen), Parma, Guanda, 2004.
- La scuola raccontata al mio cane (Skolan, berättad för min hund), Parma, Guanda, 2004.
- Che animale sei? Storia di una pennuta, (Vilket djur är du? Historien om ett fjäderfä), Parma, Guanda, 2005.
- Più lontana della luna (Längre bort än månen) , Parma, Guanda, 2007.
- E se covano i lupi (Och om vargar ruvar på ägg) , Parma, Guanda, 2008.
- La narice del coniglio (Kaninens näsborre), Milano, Corriere della Sera, 2008; Parma, Guanda, 2009
- La felicità del galleggiante (Flötets lycka). Poesie 1995-2009, Parma, Guanda, 2010.
- Facebook in the rain, Roma, Gruppo Editoriale L'Espresso, 2011; Parma, Guanda, 2012.
- Togliamo il disturbo, Saggio sulla libertà di non studiare (Låt oss ta bort störningen, essä om friheten i att inte studera),  Parma, Guanda, 2011.
- Non so niente di te (Jag vet inget om dig), Torino, Einaudi, 2013.

Inget av hennes arbeten finns ännu på svenska.